# Fußball-Weltmeisterschaft 1982/Schottland
Dieser Artikel behandelt die schottische Fußballnationalmannschaft bei der Fußball-Weltmeisterschaft 1982.

## Qualifikation
| Schweden   | - | Schottland | 0:1 |
| Schottland | - | Portugal   | 0:0 |
| Israel     | - | Schottland | 0:1 |
| Schottland | - | Nordirland | 1:1 |
| Schottland | - | Israel     | 3:1 |
| Schottland | - | Schweden   | 2:0 |
| Nordirland | - | Schottland | 0:0 |
| Portugal   | - | Schottland | 2:1 |

## Schottisches Aufgebot
| Nr.               | Name            | Verein vor WM-Beginn | Geburtstag | Spiele   | Tore     | Gelbe Karte | Rote Karte |
| Torhüter          | Torhüter        | Torhüter             | Torhüter   | Torhüter | Torhüter | Torhüter    | Torhüter   |
| ----------------- | --------------- | -------------------- | ---------- | -------- | -------- | ----------- | ---------- |
| 1                 | Alan Rough      | Partick Thistle      | 25.11.1951 | 3        | 0        | 0           | 0          |
| 12                | George Wood     | FC Arsenal           | 26.09.1952 | 0        | 0        | 0           | 0          |
| 22                | Jim Leighton    | FC Aberdeen          | 24.07.1958 | 0        | 0        | 0           | 0          |
| Abwehrspieler     |                 |                      |            |          |          |             |            |
| 2                 | Danny McGrain   | Celtic Glasgow       | 01.05.1950 | 2        | 0        | 0           | 0          |
| 3                 | Frank Gray      | Leeds United         | 27.10.1954 | 3        | 0        | 0           | 0          |
| 5                 | Alan Hansen     | FC Liverpool         | 13.06.1955 | 3        | 0        | 0           | 0          |
| 6                 | Willie Miller   | FC Aberdeen          | 02.05.1955 | 2        | 0        | 0           | 0          |
| 13                | Alex McLeish    | FC Aberdeen          | 21.01.1959 | 1        | 0        | 0           | 0          |
| 14                | David Narey     | Dundee United        | 12.06.1956 | 3        | 1        | 0           | 0          |
| 17                | Allan Evans     | Aston Villa          | 12.10.1956 | 1        | 0        | 0           | 0          |
| 21                | George Burley   | Ipswich Town         | 03.06.1956 | 0        | 0        | 0           | 0          |
| Mittelfeldspieler |                 |                      |            |          |          |             |            |
| 4                 | Graeme Souness  | FC Liverpool         | 06.05.1953 | 3        | 1        | 1           | 0          |
| 7                 | Gordon Strachan | FC Aberdeen          | 09.02.1957 | 3        | 0        | 0           | 0          |
| 10                | John Wark       | Ipswich Town         | 04.08.1957 | 3        | 2        | 0           | 0          |
| 11                | John Robertson  | Nottingham Forest    | 20.01.1953 | 3        | 1        | 0           | 0          |
| 16                | Asa Hartford    | Manchester City      | 24.10.1950 | 1        | 0        | 0           | 0          |
| 20                | David Provan    | Celtic Glasgow       | 08.05.1956 | 0        | 0        | 0           | 0          |
| Stürmer           |                 |                      |            |          |          |             |            |
| 8                 | Kenny Dalglish  | FC Liverpool         | 04.03.1951 | 2        | 1        | 0           | 0          |
| 9                 | Alan Brazil     | Ipswich Town         | 15.06.1959 | 2        | 0        | 0           | 0          |
| 15                | Joe Jordan      | AC Mailand           | 15.12.1951 | 1        | 1        | 0           | 0          |
| 18                | Steve Archibald | Tottenham Hotspur    | 27.09.1956 | 3        | 1        | 0           | 0          |
| 19                | Paul Sturrock   | Dundee United        | 10.10.1956 | 0        | 0        | 0           | 0          |
| Trainer           |                 |                      |            |          |          |             |            |
|                   | Jock Stein      |                      | 05.10.1922 |          |          |             |            |

## Spiele der schottischen Mannschaft

### Erste Runde
| Pl. | Land        | Sp. | S | U | N | Tore    | Diff. | Punkte |
| --- | ----------- | --- | - | - | - | ------- | ----- | ------ |
| 1.  | Brasilien   | 3   | 3 | 0 | 0 | 010:200 | +8    | 06:0   |
| 2.  | Sowjetunion | 3   | 1 | 1 | 1 | 006:400 | +2    | 03:30  |
| 3.  | Schottland  | 3   | 1 | 1 | 1 | 008:800 | ±0    | 03:30  |
| 4.  | Neuseeland  | 3   | 0 | 0 | 3 | 002:120 | −10   | 0:60   |

- Schottland –  Neuseeland 5:2 (3:0)

Stadion: Estadio La Rosaleda (Málaga)
Zuschauer: 36.000
Schiedsrichter: Socha (USA)
Tore: 1:0 Dalglish (18.), 2:0 Wark (29.), 3:0 Wark (32.), 3:1 Sumner (54.), 3:2 Wooddin (64.), 4:2 Robertson (73.), 5:2 Archibald (79.)
- Brasilien –  Schottland 4:1 (1:1)

Stadion: Estadio Benito Villamarín (Sevilla)
Zuschauer: 47.379
Schiedsrichter: Siles (Costa Rica)
Tore: 0:1 Narey (18.), 1:1 Zico (33.), 2:1 Oscar (48.), 3:1 Éder (63.), 4:1 Falcão (87.)
- Sowjetunion –  Schottland 2:2 (0:1)

Stadion: Estadio La Rosaleda (Málaga)
Zuschauer: 45.000
Schiedsrichter: Rainea (Rumänien)
Tore: 0:1 Jordan (15.), 1:1 Tschiwadse (59.), 2:1 Schengelia (84.), 2:2 Souness (86.)
Brasilien fuhr in Gruppe 6 souverän drei Siegen ein. Gegen die UdSSR (2:1) im ersten Spiel fiel das Siegtor zwar erst eine Minute vor dem Abpfiff, doch Schottland (4:1) und Neuseeland (4:0) konnten den Brasilianern um Zico nichts entgegensetzen. Die Entscheidung um den zweiten Platz musste per Torverhältnis fallen, denn Sowjets und Schotten trennten sich 2:2. Somit schlug die knappere Niederlage der UdSSR gegen die Brasilianer durch und die Männer um Stürmerstar Oleg Blochin waren weiter, während die Schotten um Kenny Dalglish abreisen mussten.